# Отты (Чечня)
Отты (чечен. Уьйтта) — хутор в Галанчожском районе Чеченской Республики. Входит в Моцкаройское сельское поселение.

## География
Хутор расположен недалеко от реки Бара, к северо-западу от районного центра Итум-Кали.
Ближайшие населённые пункты: на северо-западе — разв. Никарой, на северо—востоке — село Верхний Бара, на юго-востоке — село Гухой.

## История
Всё коренное население ЧИ АССР было выселено в 1944 году, после восстановления ЧИ АССР вернувшимся на родину чеченцам было запрещено селиться в свои исконные районы: Галанчожский, Шатойский и Итум-Калинский.